# کیتسن
کیتسن (به آلمانی: Kitzen) یک منطقهٔ مسکونی در آلمان است که در پگاو واقع شده‌است.
 کیتسن  ۱٬۸۸۵ نفر جمعیت دارد.